# Myrioglobula islandica
Myrioglobula islandica är en ringmaskart som beskrevs av Parapar 2003. Myrioglobula islandica ingår i släktet Myrioglobula och familjen Oweniidae. Inga underarter finns listade i Catalogue of Life.